# Georges Cordier
Georges Cordier (Boussu, 16 februari 1901 - Bergen, 8 december 1941) was een Belgisch syndicalist en politicus voor de PCB.

## Levensloop
Cordier stamde uit een mijnwerkersfamilie. Nadat hij lager onderwijs had gevolgd aan de katholieke gemeenteschool van Boussu, ging hij op zijn veertiende aan de slag als mijnwerker. Hij vervulde zijn legerdienst bij de infanterie in Tervuren. Daarna ging hij aan de slag in de steenkoolmijn ten oosten van Bergen.
De communistisch gezinde Cordier sloot zich in 1923 aan bij de PCB en organiseerde de eerste ledengroep voor die partij in de Borinage. Vanaf 1925 hield hij geregeld toespraken op communistische meetings in de regio, waar hij de arbeidsomstandigheden in de mijnen aan de kaak stelde. In 1928 werd Cordier federaal secretaris van de PCB-afdeling van de Borinage, nadat de trotskisten uit de partij waren geweerd.
Als lid van de Mijnwerkerscentrale, werd hij comitélid bij de Chevaliers du travail, in 1930 omgedoopt tot Centrale révolutionnaire des Mineurs (CRM). In 1928 al was hij actief tijdens de mijnwerkersstaking bij Charles Coppée in Boussu. Hierbij opgemerkt, werd hij op de 'zwarte lijst' geplaatst en voortaan nergens meer aangeworven.
Toen de grote staking van 1932 losbrak in de Borinage, speelde hij een belangrijke rol. In juli 1932 ontstonden hevige stakingen in de mijnen en in de hoogovens, waarbij men zich verzette tegen het stelselmatig verminderen van de lonen. De actie duurde twee maanden en tot 240.000 stakers deden er aan mee, ondanks het feit dat de vakbonden tegengas gaven en de onderdrukking door de ordediensten brutaal was. Er werd een relatief succes behaald, doordat voortaan de lonen stabiel bleven. Deze staking werd gefilmd door Joris Ivens en Henri Storck en werd vertoond onder de naam Misère au Borinage. Tijdens deze staking werd Cordier gearresteerd en veroordeeld tot een boete en een gevangenisstraf van elf weken. 
Vanaf 1932 werd Cordier kaderlid binnen de Henegouwse communistische partij, waar hij secretaris van werd.  Hij werd in 1936 verkozen tot provincieraadslid van Henegouwen voor het kanton Boussu, een ambt dat hij bekleedde tot in 1939. Van 1938 tot 1941 was hij tevens gemeenteraadslid van Boussu. Als lid van het Centraal Comité van de PCB, voerde hij de kieslijst aan bij de wetgevende verkiezingen van 1939, nadat de zittende volksvertegenwoordiger Juvénal Gandibleux uit de partij was gesloten. Hierdoor werden wat kiezers verloren, maar desalniettemin werd Cordier verkozen. In de Kamer was hij een zeer actief parlementslid.
Ondanks zijn parlementaire onschendbaarheid werd hij op 10 mei 1940 gearresteerd als 'verdachte' van verstandhouding met de vijand en naar Frankrijk gevankelijk meegevoerd. In juli was hij weer in België en nam deel aan de stichting van het clandestiene blad La voix Boraine, spreekbuis van de PCB in Henegouwen. Ook organiseerde hij voedselvoorziening in zijn gemeente. Samen met Henri Juvenois, zijn opvolger op de Kamerlijst, stichtte hij een actiegroep gelinkt aan het Belgisch leger der partizanen die op korte tijd 15 sabotageacties pleegde, onder meer op de elektriciteitscentrale van Quaregnon en de Carbochimique in Tertre. Er werden ook 450 dynamietcartouches gestolen in de mijn van Boussu en als gevolg hiervan ondernam de Gestapo een uitgebreide klopjacht. 
Op 29 november 1941 werden zestien personen aangehouden, onder wie Cordier en Juvenois. Een deel van de ontvreemde dynamiet werd teruggevonden in de schuilplaats van Cordier. Na enkele dagen opsluiting in de gevangenis van Bergen, werd zijn overlijden meegedeeld. Het is nooit volledig duidelijk geweest of hij zonder enig proces werd terechtgesteld of bezweek aan folteringen. Hij werd aldus een van de eerste communistische martelaren in het verzet en zijn dood had mee invloed op de radicalisering van de weerstandsacties. Talrijke sabotagedaden die vanaf half december plaatsvonden, werden aangekondigd als wraaknemingen vanwege de moord op Cordier.
In Boussu draagt een straat de naam van Georges Cordier.